# Rappoltschlag
Rappoltschlag (früher auch Rappoltenschlag) ist eine Ortschaft und eine Katastralgemeinde der Gemeinde Waldhausen im Bezirk Zwettl in Niederösterreich.

## Geschichte
Der Ort wurde erstmals 1323 schriftlich als Rapotenslag erwähnt.
Im Jahr 1822 wurde der Ort als Dorf mit 22 Häusern genannt, die nach Waldhausen eingepfarrt war, wohin auch die Kinder eingeschult wurden. Die Herrschaft Rastenberg besaß die Ortsobrigkeit, die Herrschaft Gföhl übte die Landgerichtsbarkeit aus, die Herrschaft Rastenberg besorgte die Konskription und hatte die Grundherrschaft inne.
Mit der Aufhebung der Grundherrschaften wurde der Ort 1849 eine Katastralgemeinde der nun eigenständigen Ortsgemeinde Waldhausen., zum Dorf gehört auch die Säge Ringmühle am Purzelkamp.
Laut Adressbuch von Österreich waren im Jahr 1938 in Rappoltschlag ein Binder, ein Gastwirt, ein Müller mit Sägewerk, ein Schmied und mehrere Landwirte ansässig.

## Siedlungsentwicklung
Zum Jahreswechsel 1979/1980 befanden sich in der Katastralgemeinde Rappoltschlag insgesamt 44 Bauflächen mit 22.498 m² und 45 Gärten auf 42.575 m², 1989/1990 gab es 55 Bauflächen. 1999/2000 war die Zahl der Bauflächen auf 128 angewachsen und 2009/2010 bestanden 59 Gebäude auf 130 Bauflächen.

## Bodennutzung
Die Katastralgemeinde ist landwirtschaftlich geprägt. 256 Hektar wurden zum Jahreswechsel 1979/1980 landwirtschaftlich genutzt und 246 Hektar waren forstwirtschaftlich geführte Waldflächen. 1999/2000 wurde auf 218 Hektar Landwirtschaft betrieben und 282 Hektar waren als forstwirtschaftlich genutzte Flächen ausgewiesen. Ende 2018 waren 205 Hektar als landwirtschaftliche Flächen genutzt und Forstwirtschaft wurde auf 284 Hektar betrieben. Die durchschnittliche Bodenklimazahl von Rappoltschlag beträgt 21,4 (Stand 2010).